# صحنه‌هایی از یک ازدواج (مینی‌سریال آمریکایی)
صحنه‌هایی از یک ازدواج (انگلیسی: Scenes from a Marriage) یک مینی‌سریال درام، محصول اچ‌بی‌او و نقش‌آفرینی اسکار آیزاک و جسیکا چستین است. این مینی‌سریال بازسازی‌شده فیلم سوئدی در سال ۱۹۷۳ با همین نام اثر اینگمار برگمان است.
هر دو بازیگر زن و مرد این سریال کوتاه توانستند موفقیتهایی برای بازی در این سریال را کسب کنند که مهمترین آنها  گلدن گلوب بود که هر دو کاندیدای بهترین بازیگر زن و مرد در بخش سریالهای کوتاه و فیلم‌های تلویزیونی شدند.

## داستان
سریال صحنه‌هایی از یک ازدواج، احساساتی همچون عشق، نفرت، علاقه، ازدواج و جدایی را در زندگی یک زوج مدرن آمریکایی به نام‌های جاناتان و میرا به تصویر کشیده‌است.

## بازیگران
- اسکار آیزاک (جاناتان)
- جسیکا چستین (میرا)
- نیکول بهاری (کیت)
- کوری استول (پیتر)
- سوفیا کوپرا (اِیوا)